# Chlor(triisopropyl)silan
Chlor(triisopropyl)silan (auch Triisopropylsilylchlorid, TIPSCl) ist eine Organosiliciumverbindung, die zur Einführung der Triisopropylsilyl-Schutzgruppe für Alkohole in der organischen Synthesechemie verwendet wird.

## Eigenschaften
Chlor(triisopropyl)silan ist eine farblose bis gelbe, bei Raumtemperatur flüssige Verbindung, die bei 198 °C unter einem Druck von 983 hPa siedet. Mit Wasser zersetzt sie sich unter Bildung von Chlorwasserstoff.

## Verwendung
TIPSCl wird dazu benutzt, eine Triisopropylsilyl-Schutzgruppe für Alkohole einzuführen. Hierzu wird zunächst der Alkohol mit Hilfe einer Base deprotoniert. Das gebildete Alkoholat greift dann nukleophil am Silicium unter Abspaltung des Chlorids an.
Das Entschützen des relativ basen- und säurestabilen Silylethers gelingt mit Fluoridquellen, etwa mit TBAF (Tetrabutylammoniumfluorid).